# Единбург (лек крайцер, 1938)
Единбург (на английски: HMS Edinburgh (C16)) е лек крайцер на Британския Кралски флот, от времето на Втората световна война. Един от деветте крайцера на типа „Таун“ (подтип „Белфаст“).
Името си носи (от 31 март 1938 г.) в чест на Единбург – столицата на Шотландия.
В последния си поход съпровожда конвоя QP-11 (28.04.1942 Мурманск – 7.05.1942 Рейкявик).
Носи на борда си около 5,5 тона злато – частично плащане за съветски покупки във Великобритания и САЩ, направени свръх програмата ленд-лийз (доставките по ленд-лийза не подлежат на заплащане преди края на войната), частично – „обратен ленд-лийз“: доставка на суровини за производство на средства за свръзка за СССР, която да се използва за позлатяване на контактите за цялото телефонно, радио- и навигационно оборудване произвеждано за съветската армия, авиация и флот.
На 2 май 1942 г. е потопен в Баренцево море от субмарината U-456 (капитан Макс-Мартин Тайхерт).

## История на построяването
През първата половина на XX век крайцерът е важен инструмент за провеждането на колониална политика, служещ както за охрана на собствените търговски пътища, така и за атака над вражеските комуникации, а също и за поддръжка на действията на корабите от другите класове. Британската империя, бидейки колониална такава, изпитва особена нужда от кораби такъв клас.
Лондонското съглашение за ограничаване и съкращаване на морските въоръжения, подписано на 22 април 1930 г. в резултат на конференцията, проведена в столицата на Великобритания установява изрични параметри за крайцерите. Съгласно Част III, Член 15:
| „ | Крайцерите са надводни кораби, освен линейните кораби и самолетоносачите, стандартната водоизместимост на които надвишава 1850 бруто-регистър тона и въоръжени с артилерия калибър над 5,1 дюйма (130 mm). Крайцерите се делят на два подкласа: - a) с артилерия калибър над 6,1 дюйма (155 mm) - b) с артилерия калибър под 6,1 дюйма (155 mm) | “ |

Член 16 налага ограничение както за сумарния тонаж (146 800 бруто-регистър тона) и брой (15) на тежките крайцери на Британската империя, така и на сумарния тонаж (192 200 бруто-регистър тона) на леките крайцери.

## Последния поход на „Единбург“
В края на април 1942 г. „Единбург“ начело на конвой съдове отплава от Мурманск за Англия. На борда на крайцера в Мурманск е натоварено, съгласно съхранените документи, 93 дървени сандъка, в които има 465 слитъка злато е тегло 5534603,9 грама (195548 унции). На 30 април (според други сведения на 1 май) 187 мили северно от Мурманск „Единбург“ е торпилиран от немската подводница U-456 (командир – Тейхерт). Крайцерът получава две торпеда: едно попада в левия борд, второто – в кърмата. „Единбург“ губи скорост, но остава на вода. На помощ пристигат два британски разрушителя и под тяхна охрана крайцера се опитва да се върне в Мурманск, но, скоро пристигат три немски разрушителя под командването на фрегатен-капитана (капитан 2-ри ранг) Шулц-Хинрикс. Те откриват по „Единбург“ артилерийски огън и изстрелват торпеда. Едно от торпедата уцелва кърмата на крайцера, след което той още повече се накренява на левия борд. В хода на боя е потопен немския разрушител „Герман Шеман“. Останалите два немски разрушителя свалят неговия екипаж и се оттеглят. Контраадмирал Картър, ръководещ операцията, издава заповед на английските разрушители да свалят от „Единбург“ екипажа и довършат крайцера с торпеда. Британският разрушител торпилира крайцера „Единбург“ с две торпеда в левия борд. Корабът потъва заедно със златото на дълбочина примерно 900 фута (около 260 m). Всички членове на екипажа – 750 души, са доставени в Мурманск.
Златото, намиращо се на борда на „Единбург“, е застраховано в Госстрах на СССР. 1/3 от златото е презастраховано към английския Комитет по застраховане на военни рискове.

## Изваждането на златото на крайцера „Единбург“
Идеята да се извади златото от потъналия крайцер възниква веднага след като се появява техническата възможност за осъществяване на тази операция.
Опити за вдигане на златото са правени нееднократно.
Норвежката фирма „Столт-Нилсен Редери“ се обръща през 1979 г. към съветското посолство с уведомление, че извършва издирване на съдове, изчезнали по време на Втората световна война в Баренцево море. Преговорите с тази фирма завършват безрезултатно, независимо от това, че тя междувременно похарчва около милион долара за подготовката на операцията по изваждане на златото.
По-късно, през 1981 г., е достигнато съглашение и е подписан тристранен договор за търсене и изваждане на потъналото злато. Страни по договора са Министерството на търговията на Великобритания, Министерство на финансите на СССР и британската компания „Джесъп Марин Рикавъриз“ (Jessop Marine. Recoveries Ltd.), която трябва да осъществи операцията по търсенето и изваждането на златото. Подготовката за операцията по изваждането на златото се провежда също и на борда на аналогичния на „Единбург“ крайцер „Белфаст“, стоящ в Темза в Лондон, срещу Тауър.
Работите започват на 9 май 1981 г. Спасителният съд „Даматор“, на 14 май 1981 г., открива съда на дълбочина 250 m, лежащ на дъното на левия борд. Вторият стадий на работите започват през септември 1981 г. с използването на втори, по-приспособен за такава операция съд „Стефанитурм“.
Работите по ваденето на златото са денонощни. Сандъците от продължителното стоене във водата са се разпаднали, всичко е покрито от дебел слой тиня и мазут. Водолазите с използване на помпа с труд, понякога и на усет, намират кюлчетата злато и ги товарят в мрежа, с помощта на която се вдига златото на борда на съда. На борда на съда постоянно има дежурни представители на ИНГОССТРАХ, отбелязващи количеството на изважданите слитъци. Всичко са извадени 431 слитъка злато с общо тегло 5129,3 kg. Поради преумората на водолазите и влошаване на времето, на 5 октомври, е решено да се прекратят работите. На 9 октомври 1981 г. „Стефанитурм“ пристига в порта на Мурманск с изваденото злато.
Разпределението на златото е осъществено съгласно постигнатата договореност и правата за собственост върху товара в съответствие с действащите правила по следния начин: 1/3 за Великобритания, 2/3 за СССР. Спасителите получават като заплащане на услугата по спасяването 45% от спасеното злато.
Останалата част от златото е извадено след пет години, през септември 1986 г. Контрактът за изваждането е подписан със същата фирма „Джесон Марин Рикавъриз“. За изваждането на златото се използва съда „Дийпуотър-2“. Извадени са 29 слитъка с тегло 345,3 kg. Пет слитъка злато с тегло 60 kg остават да лежат на дъното на Баренцево море.
Един от извадените слитъци злато е част от постоянната експозиция на Алмазния фонд на Русия.

## Коментари
1. ↑  Всички данни се привеждат към 1939 г.